# Giuseppe De Marco (aviatore)
Giuseppe De Marco (Prizzi, 11 aprile 1894 – Palermo, 5 gennaio 1980) è stato un aviatore e militare italiano, pioniere dell'aviazione siciliana, combatté durante la prima guerra mondiale nella specialità caccia. Nel novembre 1915 effettuò presso il campo d'aviazione di Torino-Mirafiori, insieme a Guglielmo Marconi, alcuni esperimenti ufficiali di trasmissione radiotelegrafica da velivolo e stazione terrestre.

## Biografia
Nacque a Prizzi l'11 aprile 1894, figlio di Giorgio e Giuseppa Ferrara. Frequentò il ginnasio "Guglielmo II" di Monreale, iscrivendosi successivamente al 1° liceo classico Vittorio Emanuele II di Palermo. Abbandonò gli studi contro la volontà paterna per recarsi a Torino nell'aprile 1914 dove si iscrisse alla scuola civile di pilotaggio “Antonio Chiribiri” per acquisire il brevetto di pilota di aeroplani. Conseguì il brevetto civile di 1° grado (n° 330), il 28 agosto dello stesso anno presso l'aerodromo di Mirafiori, volando a bordo del monoplano Chiribiri 1911.
Mentre frequentava la scuola di pilotaggio, il 12 settembre venne chiamato dal Regio Esercito a prestare servizio militare di leva in quella stessa città, incorporato nel costituito Battaglione aviatori. Promosso caporale fu ammesso al corso di pilota militare presso la scuola di San Giusto a Pisa. In data 22 dicembre 1914 ottenne il brevetto superiore di 2° grado (n° 71) pilotando un biplano francese Caudron G.3. A partire dal maggio 1915 operò come caporale maggiore istruttore sul campo di aviazione di Cascina Costa (provincia di Varese), annoverando tra i suoi allievi futuri assi come Goffredo Gorini, Silvio Scaroni, Flavio Torello Baracchini, e avendo modo di fare conoscenza con Francesco Baracca. Nel novembre dello stesso anno fu richiamato al campo di Mirafiori come addetto alla sezione sperimentale, dove ebbe modo di provare in volo il radiotelegrafo senza fili inventato dallo scienziato Guglielmo Marconi. Durante i voli di prova effettuati alla presenza dello stesso Marconi, sotto la direzione del capitano Achille Celloni rimasto a terra, fu assistito in qualità di telegrafista dal tenente Borghese. Le prove effettuate furono coronate da successo. 
Grazie al successo di tale esperimento, che prevedeva l'uso di un biplano Caudron G.3, il 31 gennaio 1916 fu promosso al grado di sergente.
Il 27 febbraio dello stesso anno fu chiamato a prestare servizio in zona di guerra, assegnato alla 80ª Squadriglia da caccia, equipaggiata con i biplani Nieuport Ni.17 Bebé e i ricognitori Pomilio PE. Il 23 gennaio 1917 fu trasferito presso il Deposito Comando Aeronautico passando successivamente a prestare servizio presso la scuola idrovolanti di Sesto Calende equipaggiata con gli FBA Type H. Dopo essere ritornato in zona di operazioni, verso la fine della guerra andò a prestare servizio presso la 270ª Squadriglia idrovolanti di Palermo, che aveva il compito di sorvegliare le rotte marittime. A Palermo prese a collaudare i velivoli FBA che uscivano dalle linee di montaggio della locale Società Aeronautica Ducrot & Florio.
Dopo la fine della prima guerra mondiale fu trasferito presso la Scuola di volo di Passignano sul Trasimeno (15 febbraio 1919), e poi ancora presso la 270ª Squadriglia idrovolanti di Palermo (20 giugno 1919). Nel corso del 1919 la Società Aeronautica Ducrot & Florio gli assegnò un idrovolante FBA per partecipare alla Targa Florio Aeronautica, ma durante il collaudo l'aereo ebbe un incidente, fortunatamente senza gravi conseguenze, riuscendo ad ammarare, nonostante la rottura dell’elica, nelle acque di Mondello.
Ricoverato nell'ospedale militare della stessa città (11 febbraio 1920), gli fu assegnata per un anno una pensione di 8ª categoria, e si congedò il 28 febbraio dello stesso anno. Ritornato alla vita civile acquistò a Torino un biplano Caudron G.3 bis, che, smontato e sistemato in un cassone, venne imbarcato a Genova con destinazione Palermo. Una volta rimontato il velivolo venne basato presso il campo d'aviazione di Cascina Marasà. A bordo di tale velivolo compì numerosi voli turistici e di propaganda, trasportando parecchi passeggeri tra cui il famoso paracadutista napoletano Gennaro Maddaluno che gli aveva scritto una lettera in cui chiedeva di effettuare un lancio con il paracadute su Mondello. L’evento si svolse con successo.
Nel 1922, fondò l’Aero Club di Sicilia e l'anno successivo perse il proprio velivolo che si schiantò, causa un violento temporale abbattutosi sulla zona, contro un muretto presente sull'aeroporto di Catania-Fontanarossa.
Venne allora assunto presso la Società Aeronautica Ducrot & Florio, come collaudatore. Quando la società palermitana cessò la produzione aeronautica si trasferì a Torino, cercando invano una occupazione come pilota collaudatore. In Piemonte anche la ditta Chiribiri aveva nel frattempo convertito la produzione aeronautica in quella automobilistica, per cui ritornò in Sicilia trovando un'occupazione presso il Comune di Prizzi, dove nel 1926 fu assunto come applicato di segreteria avventizio.
Stabilitosi definitivamente presso la sua città natale, ricoprì l'incarico di impiegato municipale fino al suo pensionamento avvenuto nel 1961. Successivamente si trasferì a Palermo, dove trascorse gli ultimi anni della sua vita, spegnendosi il 5 gennaio 1980, assistito fino all'ultimo dalla figlia Giuseppina che aveva avuto dalla moglie Teresa Cavagno, una bella signorina torinese che aveva sposato nel corso del 1919 e dalla quale aveva avuto anche altri due figli maschi, Giorgio e Antonino. Venne tumulato nella tomba di famiglia sita nel cimitero comunale di Prizzi, accanto alla moglie Teresa. Era stato insignito dell'onorificenza di Cavaliere dell’Ordine di Vittorio Veneto dal Presidente della Repubblica Giovanni Leone.
L'11 aprile 2011 il comune di Prizzi ha onorato la sua memoria organizzando un convegno di studi sulla sua figura, e gli ha intitolato una via cittadina. Anche il comune di Palermo gli ha intitolato una via.

### Annotazioni
1. ↑  In una dimora storica del centro abitato, un tempo adibita a sede del Tribunale del Sant’Uffizio, in via Bongiorno n° 2.
2. ↑  La coppia ebbe anche un altro figlio, Isidoro.
3. ↑  La passione per il volo lo aveva contagiato fin da ragazzo, quando nel 1912 aveva avendo assistito all'esibizione del pilota francese Roland Garros a Palermo.
4. ↑  Che fu successivamente decorato di Medaglia d'oro al valor militare alla a vivente per avere abbattuto, nel corso di trentacinque combattimenti, nove aerei nemici.
5. ↑  Passato nel contempo a disposizione dell’autorità militare.
6. ↑  Il senatore Marconi era allora tenente del genio militare.
7. ↑  L'aereo trasmise il segnale “S” che fu regolarmente ricevuto dalla stazione a terra.
8. ↑  Dove svolse ulteriori esperimenti tecnici.
9. ↑  Il velivolo fu poi trainato da un motoscafo alla fabbrica per effettuare la necessaria riparazione.
10. ↑  Un residuato bellico pagato la cifra di 13.670 lire dell'epoca.
11. ↑  Equipaggiato con un motore da 110 CV.
12. ↑  Tra i suoi soci più rappresentativi il palermitano Giuseppe Albanese che negli anni Venti, a bordo di una Bugatti Tipo 37, corse più volte la Targa Florio, e l’ingegnere Bruno Sonnino, segretario dell’Associazione, anch'egli abbastanza noto nel settore dell'automobilismo.
13. ↑  Prima della guerra la Ducrot produceva mobili pregiati ed arredamenti navali. L'attività venne sospesa con lo scoppio del conflitto, quando ottenne la licenza di produzione di aeroplani ed idrovolanti.
14. ↑  Venne assunto in qualità di responsabile civile per il collaudo di velivoli militari prodotti per la S.I.S.A.
15. ↑  Con delibera n° 45 del 14 dicembre 1926.
16. ↑  Deceduta in data 22 aprile 1979.

### Fonti
1. 1 2 3 4 5 6 7 8 9 10 11 12 13 14 15 16  Paternostro 2011, p. 31.
2. 1 2 3 4 5 6 7 8  Romano, Marchese, Fucarino 2001, p. 477.
3. 1 2  Ranieri 1964, p. 6.
4. ↑  Ranieri 1964, p. 18.
5. ↑  Molfese 1925, p. 31.
6. ↑  Sguerri 2009, p. 103 , uno dei pionieri del paracadutismo italiano e collaboratore di Prospero Freri.
7. ↑  Ranieri 1964, p. 52.